# Gloucester (ser)

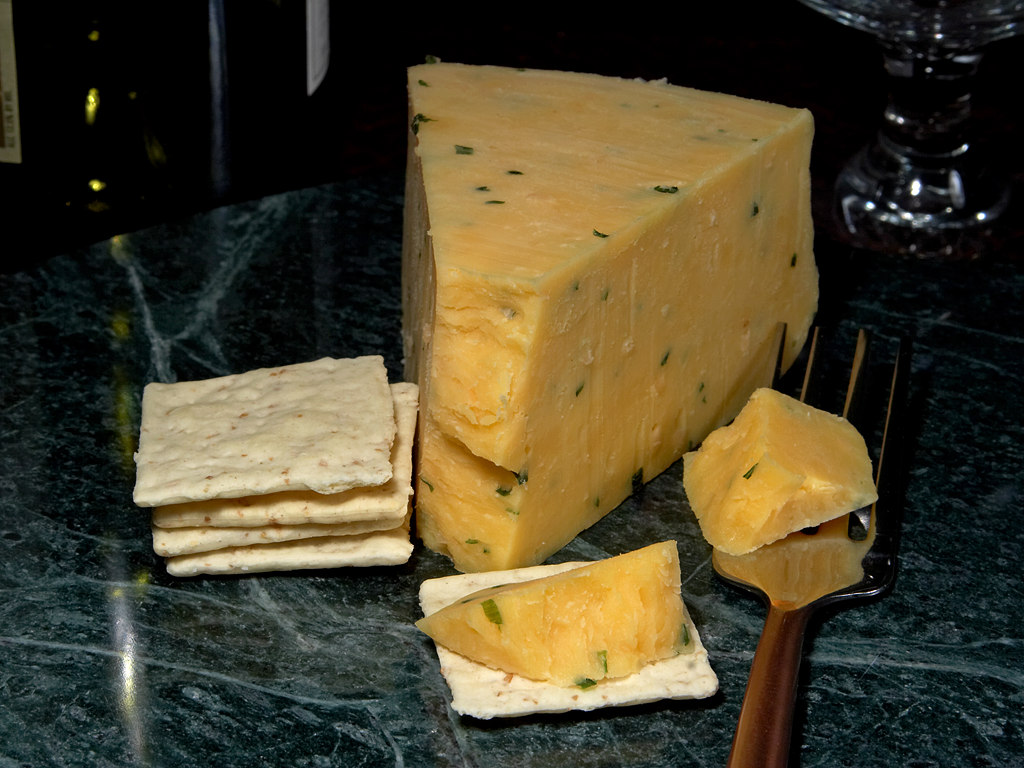
Ser Gloucester

Gloucester – rodzaj angielskiego sera, który produkowany jest w Gloucestershire z krowiego mleka od XVI w. Gloucester jest zaliczany do serów podpuszczkowych, dojrzewających oraz półtwardych. Dojrzały ser gloucester ma smak pikantny.